# Reise zur Insel der Geister
Reise zur Insel der Geister ist ein US-amerikanischer Jugendfilm aus dem Jahr 1988.

In dem Film geht es um das Erwachsenwerden von Jugendlichen zwischen Tradition und Moderne.

## Handlung
Die jugendliche Maria ist eine Indianerin. Sie lebt zusammen mit ihrem jugendlichen Bruder Michael in einem Indianerdorf. Das Dorf ist sehr arm. Der Indianer Hawk, der in die Stadt gegangen war, bietet seinem Dorf ein Geschäft an. Sie sollen eine Insel an eine Firma verkaufen. Diese möchte dort ein Kongresszentrum errichten.
Auf der Insel lastet allerdings ein Fluch. Sie diente als Begräbnisstätte des Indianerstammes und ist heilig. Besonders eine alte Frau ist entschieden gegen diese Pläne. Diese ist die Großmutter von Maria. Ihre Großmutter erzählt Maria viel über die alten Rituale des Stammes. Maria ist allerdings mehr an der modernen Zeit als an alten Überlieferungen interessiert. Doch sie nimmt trotzdem von ihrer Großmutter ein magisches Amulett an.
Die beiden Jugendlichen Maria und Michael erhalten Besuch aus der Stadt von dem weißen Jugendlichen Willie und seinem kleineren Bruder Klim. Zusammen unternehmen die vier eine Kanutour. Dabei lässt sich durch merkwürdige Umstände das Kanu auf einmal nicht mehr steuern, so dass sie auf der Insel der Geister landen.
Auch Hawk kommt auf diese Insel. Mit Aberglauben, meint er, könnte er fertigwerden. Handfester ist da schon die Tatsache, dass Adler auf der Insel nisten. Und die stehen unter Naturschutz, so dass dadurch die Baupläne scheitern könnten. Die vier entdeckten dies und versuchen Hawk daran zu hindern, dass er die Adler einfach abschießt.
Sie werden allerdings von Hawk erwischt und in eine Höhle eingesperrt. Maria beginnt an die Kräfte der alten Überlieferungen zu glauben, und mit Hilfe des Amuletts findet sie einen Weg aus der Höhle. So können die vier gerade noch rechtzeitig die Adler und die Insel vor den Bauspekulanten retten.